# Teinoloba
Teinoloba là một chi bướm đêm thuộc họ Geometridae.